# Macrostemum lacroixi
Macrostemum lacroixi är en nattsländeart som först beskrevs av Luisa Eugenia Navas 1923.  Macrostemum lacroixi ingår i släktet Macrostemum och familjen ryssjenattsländor. Inga underarter finns listade i Catalogue of Life.